# Беррес, Йозеф
Беррес Йозеф (нем. Berres Joseph; 18 марта 1796, г. Годонин — 24 декабря 1844, Вена) — австрийский врач, анатом, профессор, руководитель кафедры анатомии Львовского университета (1817—1832).

## Биография
Окончил медицинский факультет Венского университета (1816).
Хирург и акушер-гинеколог Венского общего госпиталя, по совместительству преподаватель секционно-анатомического курса Венского университета (1817); преподаватель анатомии и патологии (1817—1820), профессор, руководитель кафедры анатомии (1820—1832), медико-хирургического института Львовского университета; руководитель кафедры анатомии Венского университета (1832—1844).
Работая в Львове, расширил и обогатил анатомический музей университета; участвовал в ликвидации эпидемии холеры, за что получил звание Почетного гражданина города Львова (1831); имел обширную частную практику и славу одного из лучших врачей Галичины; соучредитель, редактор и автор альманаха «Львовский пилигрим» (Der Pilger von Lemberg, Pielgrzym Lwowski).
В Вене расширил анатомический музей, модернизировал секционную аудиторию университета; считался одним из самых авторитетных членов медицинского факультета. За заслуги в медицине и здравоохранении отмечен званием Почетного доктора хирургии (1834), награждён дворянским титулом Edler von Perez (1842).
Направления научных исследований: проработка новых анатомических и гистологических методов, в частности, изготовление микропрепаратов из органов и тканей человека, который на 70 лет опередил открытие лаборатории и кафедры гистологии в Львовском университете; вопросы лечения и профилактики эпидемических заболеваний.
Автор ряда научных трудов, среди них учебник анатомии с собственноручными иллюстрациями, который получил общеевропейское признание.

## Публикации
- «Praktische Erfahrungen über die Natur der Cholera in Lemberg und Behandlungsart derselben», Lwów, 1831
- «Anthropotomie oder Lehre von dem Baue des menschlichen Körpers». 2. Aufl., Wiedeń, 1835, 1835—1841, 1841
- «Anatomie der mikroskopischen Gebilde des menschlichen Körpers (Anatomia microscopica corporis humani.)», Wiedeń, 1837
- «Phototyp nach der Erfindung des Professor Berres in Wien», Wiedeń, 1840